# Sīāvosh
Sīāvosh (persiska: سياوُش آباد, سِياوَش آباد, سياوَش آباد, سياوش, Sīāvoshābād) är en ort i Iran.   Den ligger i provinsen Lorestan, i den centrala delen av landet, 300 km sydväst om huvudstaden Teheran. Sīāvosh ligger 1 888 meter över havet och antalet invånare är 477.
Terrängen runt Sīāvosh är varierad. Runt Sīāvosh är det ganska glesbefolkat, med 29 invånare per kvadratkilometer. Närmaste större samhälle är Aznā, 11,3 km norr om Sīāvosh. Trakten runt Sīāvosh består till största delen av jordbruksmark.